# Wesmaelius vartianae
Wesmaelius vartianae là một loài côn trùng trong họ Hemerobiidae thuộc bộ Neuroptera. Loài này được H. Aspöck & U. Aspöck miêu tả năm 1966.